# Fouencamps
 Fouencamps  (Aussprache [fwɛ̃kɑ̃]; picardisch Flencamp) ist eine französische Gemeinde mit 211 Einwohnern (Stand 1. Januar 2022) im Département Somme in der Region Hauts-de-France. Sie gehört zum Arrondissement Montdidier und zum Kanton Ailly-sur-Noye.

## Geographie
Fouencamps liegt auf einer Landspitze zwischen der Avre und der Noye rund drei Kilometer südlich von Boves. Die Gemeinde wird von der Bahnstrecke Paris–Lille durchzogen, die dem Lauf der Noye folgt. An der Noye liegt das Fischereizentrum Paraclet.

## Einwohner
| 1962 | 1968 | 1975 | 1982 | 1990 | 1999 | 2006 | 2010 |
| ---- | ---- | ---- | ---- | ---- | ---- | ---- | ---- |
| 225  | 219  | 196  | 184  | 214  | 239  | 228  | 232  |

## Verwaltung
Bürgermeister (maire) ist seit 1989 Yves-Robert Leconte.

## Sehenswürdigkeiten
- Kirche Saint-Pierre-ès-Liens
- Kapelle Saint-Domice
- Kapelle Saint-Ulphe
- Kriegerdenkmal